# Masacrul de la Oradour-sur-Glane

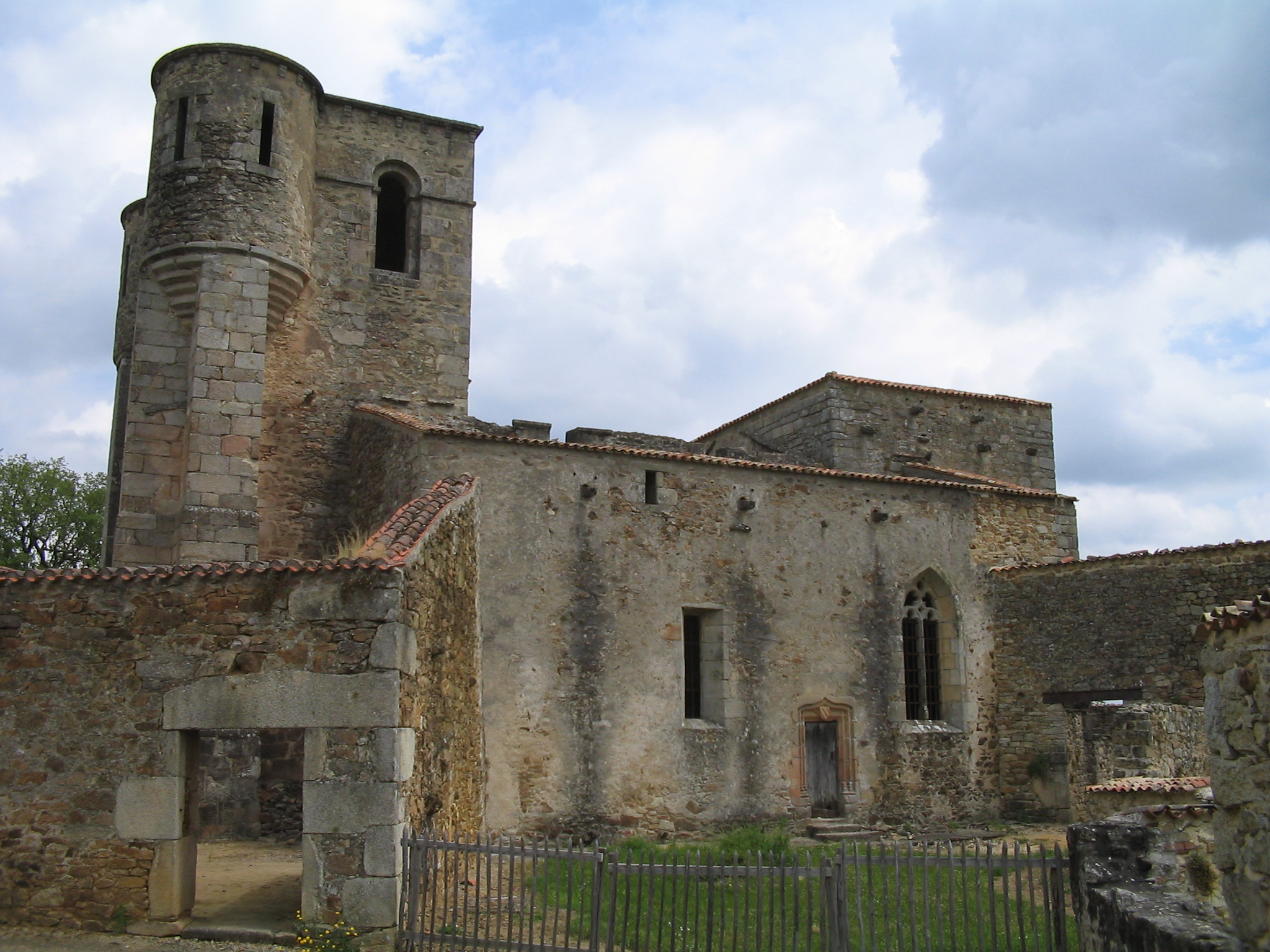
Ruinele bisericii din Oradour-sur-Glane

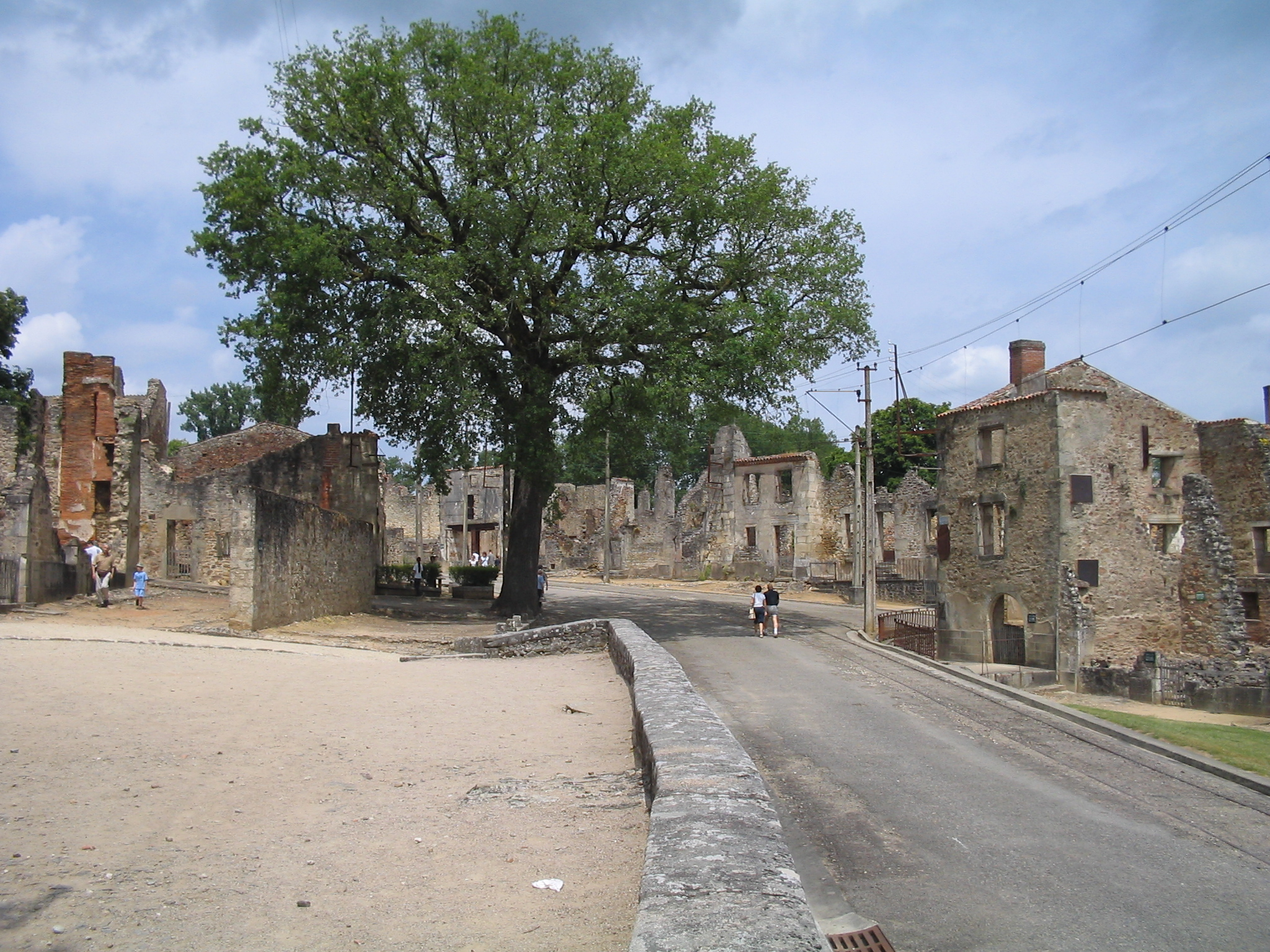
Oradour-sur-Glane: Ruinele vechii așezări

Masacrul de la Oradour a avut loc la 10 iunie 1944. Organizația Waffen-SS a ucis aproape întreaga populație a satului Oradour-sur-Glane, care a fost incendiat și distrus în totalitate. Cu un număr de 643 de victime (din care 254 de femei și 207 copii) este unul din cele mai odioase masacre din Europa.
Ruinele satului sunt păstrate ca loc memorial (Centre de la mémoire d'Oradour-sur-Glane⁠(fr)[traduceți]), cu un număr anual de 300.000 de vizitatori.

## Desfășurarea
Drept represalii la prinderea și executarea maiorului SS Helmut Kämpfe⁠(en)[traduceți] la ordinul lui Georges Guingouin, membru al Rezistenței franceze, o divizie blindată a Waffen-SS sub comanda lui Adolf Diekmann a ocupat satul Oradour-sur-Glane. 
La ora 14 primarul Paul Desourteaux (1872–1944), de profesie medic, a fost somat să desemneze mai mulți ostatici, ceea ce acesta a refuzat, propunându-se pe sine și pe fiii săi drept ostatici. Soldații SS au trecut la separarea bărbaților de femei și copii, sub pretextul percheziționării localității.
Bărbații au fost adunați în mai multe șuri, iar femeile și copiii în clădirea bisericii.
Soldații au deschis concomitent focul asupra bărbaților, care au fost împușcați de la mică distanță.
În lăcașul bisericii, unde se aflau femeile și copiii, a fost introdusă la ora 16 o ladă cu pentoxid de fosfor, care reacționează la umiditatea provenită din respirație. Ulterior soldații SS au deschis focul de pistol-mitralieră prin ușa și ferestrele bisericii, așa încât toți cei aflați înăuntru au fost uciși. Conform mărturiei unui soldat în vârstă de 17 ani participant la masacru, în panica creată mai multe  femei au încercat să scape, însă au fost toate împușcate.

## În cinematografie
- Pușca veche, film franco-german din 1975, cu Romy Schneider și Philippe Noiret în rolurile principale.